# 126e division d'infanterie (Chine)
Pour les articles homonymes, voir 126e division d'infanterie.
La 126e division d'infanterie de Chine est une division de l'Armée de terre chinoise. Elle participa à la Guerre de Corée.